# Круммендик
Круммендик (нем. Krummendiek) — община в Германии, в земле Шлезвиг-Гольштейн. 
Входит в состав района Штайнбург. Подчиняется управлению Итцехё-Ланд.  Население составляет 79 человек (на 31 декабря 2010 года). Занимает площадь 1,78 км².